# Saint-Philippe (Quebec)
Saint-Philippe, antes llamada Saint-Jean-François-Régis y Saint-Philippe-de-La Prairie, es un municipio de la provincia de Quebec, Canadá. Es una de las ciudades pertenecientes al municipio regional de condado de Roussillon y, a su vez, a la región de Vallée-du-Haut-Saint-Laurent en Montérégie.

## Geografía

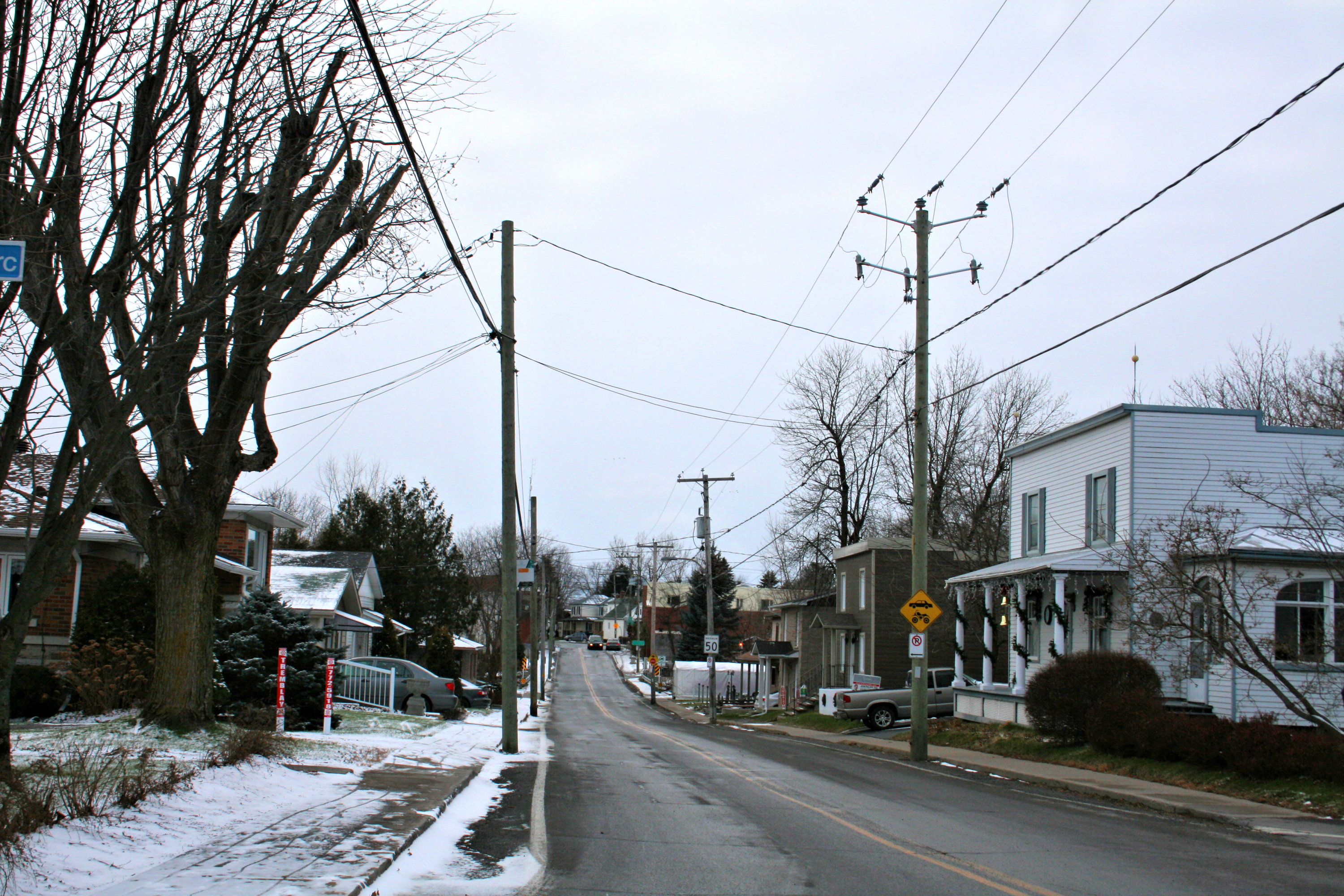
no

El territorio de Saint-Philippe está ubicado entre La Prairie al norte, Saint-Jean-sur-Richelieu al este, Saint-Jacques-le-Mineur al sureste, Saint-Édouard al sur, Saint-Mathieu al suroeste y Candiac al oeste. Tiene una superficie total de 61,89 km² cuyos 61,88 son tierra firme. El río Saint-Jacques baña el territorio.

## Política
La alcaldesa es Lise Martin. El municipio forma parte de la Comunidad metropolitana de Montreal, estando incluido en las circunscripciones electorales de La Prairie a nivel provincial y de Brossard-La Prairie a nivel federal.

## Demografía
Según el censo de 2011, había 5 495 personas residiendo en este municipio con una densidad de población de 88,5 hab./km². Los datos del censo mostraron que de las 5 121 personas censadas en 2006, en 2011 hubo un aumento de 374 habitantes (7,3 %). El número total de inmuebles particulares resultó ser de 2 129. El número total de viviendas particulares que se encontraban ocupadas por residentes habituales fue de 2103.